# Glosar de creștinism
Prezentul glosar conține termeni specifici religiei creștine, precum și referitori la practici și rituri funerare, magice și superstițioase din spațiile creștine (cum ar fi Europa medievală).
Pentru termenii utilizați în alte religii, s-au adoptat doar sensurile valabile în creștinism.

## A
- abate:

- superior al unei abații catolice sau al ordine monahale catolice, precum benedictinii
- (mai ales în secolul al XVIII-lea) titlu onorific acordat unor preoți catolici, unor seminariști și chiar unor laici autorizați să poarte haina preoțească.
- abație:

- instituție religioasă catolică, cu statut special, condusă de un abate sau de o abatesă și care depinde de un episcop sau direct de papă.
- titlu cu domeniu ecleziastic atribuit unui abate.
- abba - cuvânt aramaic prin care, conform Noului testament, Isus se adresează lui Dumnezeu Tatăl; a intrat în latină sub forma abatia (în română: "abație").
- abjurare sau (abjurație):

- renunțare solemnă și definitivă la o altă religie sau doctrină practicată pînă atunci, considerată falsă sau greșită; formulă scrisă sau orală prin care se exprimă această renunțare;
- renegare publică a unei credințe, a unei doctrine, a unei opinii etc.
- ablegat - funcționar însărcinat de papă cu misiuni speciale, reduse în prezent la rolul onorific de a se deplasa pentru a înmâna pălăria de cardinal, în momentul numirii, unui nou cardinal care nu se află la Roma.[necesită citare]
- abluțiune  - spălare rituală pe corp sau pe o parte a lui pentru purificare; gestul de a-și spăla degetele făcut de preotul catolic în timpul slujbei.[necesită citare]
- abnegație - devotament (dus până la sacrificiu de sine) pentru motive superioare, de ordin religios, social etc; atitudine de profund atașament față de o cauză, un țel etc. (și hotărirea neclintită de a le servi în orice împrejurare).[necesită citare]
- abracadabra - cuvânt cabalistic căruia ocultiștii, gnosticii etc. îi atribuiau puteri magice.
- abraxas - cuvânt mistic la gnostici, scris mai ales pe amulete. [necesită citare]
- abreviator  - funcționar al cancelariei papale însărcinat cu redactarea unor documente pontificale și rezumarea cererilor primite.[necesită citare]
- absolvire - iertare de păcate.[necesită citare]
- abstinență - penitență care constă din renunțarea voluntară la diferite alimente sau activități lumești, din motive religioase; vezi și post.
- acatist[necesită citare]

- imn de mulțumire sau rugăciune pentru reușita unei acțiuni, în cinstea lui Isus Hristos, a Fecioarei Maria, a unor sfinți sau a unor evenimente religioase;
-  listă de nume dată preotului spre a se ruga pentru persoanele înscrise pe aceasta
- acatist(i)er - carte bisericească care conține imnuri închinate Fecioarei Maria.[necesită citare]
- achiropoiet - icoană considerat ca fiind realizată prin amprenta directă a corpuului lui Isus.[necesită citare]
- acolit - slujitor de rang inferior din clerul catolic, având atribuții legate de ordinea la manifestările de cult.[necesită citare]
- acromanție - arta de a ghici viitorul după conformația norilor.[necesită citare]
- Acta capituli - denumirea registrelor care cuprindeau proceselor verbale ale capitlurile clericilor din Transilvania.
- Acta Martyrum⁠(en)[traduceți] - documente care reflectă viața marilor creștini din secolele II-IV, mai ales martiriul acestora.[necesită citare]
- Acțiunea catolică - organizație politică a Bisericii Catolice.[necesită citare]
- Adam - după mitul biblic, primul om creat de Dumnezeu din pământ.
- adamism - doctrină eretică din primele secole ale creștinismului, ai cărei adepți, pentru a imita starea de inocență a lui Adam în momentul creației, și ulterior acesteia, până la alungarea din rai, apăreau goi în adunări.[necesită citare]
- Adevăratul cuvânt - vezi Cuvântul Adevărat.
- adevăr dublu - teorie filozofică din Evul Mediu, conformă căreia adevărurile raționale ale filozofiei și științei pot exista în paralel cu ceea ce este relevat de religie.[necesită citare]
- adjurație - formulă de exorcism care începe cu cuvintele latinești „adjuro te".[necesită citare][necesită citare]
- adopțianism - doctrină a mai multor curente creștine din secolele al II-lea și al III-lea, considerate eretice, potrivit căreia Isus era văzut doar ca om, adoptat de Dumnezeu pentru meritele sale.
- adopțianismul spaniol - concepție răspândită în Spania în secolul al VIII-lea, potrivit căreia Isus era, prin natura sa divină, fiul lui Dumnezeu dar, prin natura sa umană, doar fiul adoptiv al acestuia.[necesită citare]
- adopțieni - membri, adepți ai adopțianismului.[necesită citare]
- adorație - cinstire care se aduce numai divinității; exemplu: adorația magilor.[necesită citare]
- adorație euharistică - slujbă de cinstire a trupului lui Hristos.[necesită citare]
- adormirea Maicii Domnului - temă iconografică inspirată din evangheliile apocrife.[necesită citare]
- Adormirea Maicii Domnului -  sărbătoare religioasă la creștini care celebrează, la 15 august, înălțarea la Ceruri a Fecioarei Măria; sinonim: Sfânta Maria Mare.
- advent:

- (la catolici și protestanți) perioadă de patru săptămîni dinaintea Crăciunului; postul Crăciunului;
- fiecare din cele patru duminici care precedă Crăciunul.
- adventism - doctrină creștină care predică iminența celei de a doua veniri a lui Hristos și ai cărei adepți sărbătoresc sâmbăta ca zi de odihnă; cea mai importantă ramură fiind Biserica Adventistă de Ziua a Șaptea.
- advon - tinda interioară a unei biserici creștine.[necesită citare]
- aer:[necesită citare]

- bucată de pânză, de obicei pictată sau țesută, cu imaginea punerii în mormânt a lui Isus Hristos, utilizată în procesiunea din Vinerea Mare;
- văl care simbolizează piatra de pe mormântul lui Hristos; vezi și epitaf.
- afurisenie (sau afurisire) - vezi anatemă.[necesită citare]
- agapă -  masă comună, consecutivă unei slujbe religioase, utilizată de primii creștini.[necesită citare]
- aggiornamento - politică a Bisericii Romano-Catolice de readaptare a doctrinei tradiționale a catolicismului la condițiile și cerințele omului și societății contemporane.[necesită citare]
- agheasmatar (sau agheazmatar):[necesită citare]

- vas liturgic de metal în care se ține agheasmă;
- pavilion, clădire în apropierea unei biserici în care se oficiază sfințirea agheasmei;
- carte care cuprinde rugăciunile ce se rostesc în timpul aghesmuirii și în alte împrejurări.
- agheasmă (sau aghiazmă)  - apă sfințită; slujbă religioasă pentru sfințirea apei; altă denumire: aiasmă.
- aghios -  numele unei cântări liturgice care începe cu formula de adresare către Dumnezeu.[necesită citare]
- agneț - bucată de formă pătrată, tăiată ritualic de preot din mijlocul unei prescuri, în cadrul proscomidiei ortodoxe, simbolizând pe Hristos, Mielul jertfit, și care, în urma consacrării liturgice, va deveni împărtășania pentru credincioși.[necesită citare]
- agnosticism religios - concepție modernă care neagă capacitatea rațiunii umane de a cunoaște și de a descrie divinitatea.[necesită citare]
- agonistici  - adepți ai unei secte creștine formată în Africa romană (secolele al IV-lea și al V-lea) reprezentând aripa radicală a donatiștilor; practicau asceza, martirajul benevol și se împotriveau Bisericii oficiale.[necesită citare]
- aiasmă - vezi agheasmă.
- albigenzi - sectanți catari care au respins autoritatea papei și au reușit pentru o perioadă să înlăture dominația catolicismului din sudul Franței, fiind apoi reprimați prin "Cruciada Albigensiană".
- Alfa și Omega - litere prezente pe Monograma lui Isus Cristos, simbol al eternității și divinității acestuia.
- aliluia - exclamație care apare ca un refren de laudă în cântecele bisericești.
- altar:

- loc sacru destinat depunerii ofrandelor și oficierii sacrificiilor;
- masă, plasată în centrul sanctuarului, pe care se oficiază liturghia.
- alungarea vânzătorilor din templu⁠(d) - episod din Noul Testament când, în timpul sărbătorii Pesah, Isus a intrat în Templul din Ierusalim și a găsit vânzători pe care i-a îndepărtat, restabilind semnificația sacră a lăcașului de cult; altă denumire: curățarea templului.[necesită citare]
- amalricieni - adepții unei mișcări religioase panteiste apărute în Franța în secolul al XIII-lea.
- amin - interjecție repetată ca formulă de încheiere a rugăciunilor sau, pronunțat de participanții la ritul liturgic, ca răspuns la la rugăciunile sau invocațiile preotului.
- amoricani - discipoli al lui Amaury de Bène, care a inițiat o doctrină panteistă (considerată eretică), care consideră că păcatul nu există în lume și că între cele trei ipostaze ale lui Dumnezeu (trinitatea creștină) este o perfectă identitate.[necesită citare]
- amuletă - obiect mic căruia vechi superstiții îi atribuie puterea magică de a aduce noroc și de a-l apăra pe cel care îl poartă de influențele malefice ale spiritelor malefice; vezi și talisman.
- amvon - construcție (estradă sau mic balcon) într-o biserică, de unde preotul își rostește predica sau citește Evanghelia.
- anabaptism -  doctrină a unei secte religioase apărute în secolul al XVI-lea, care susținea lipsa de valoare a botezului copiilor și preconiza necesitatea botezului la vârsta adultă; printre ramurile acestei doctrine se numără: menoniții, amish și huteriții.
- anaforniță - vas în care se ține anafura.[necesită citare]
- anafură:

- bucățele de prescură care se împart credincioșilor la sfârșitul liturghiei ortodoxe;
- partea centrală a liturghiei ortodoxe în timpul căreia se săvârșește prefacerea darurilor împărtășaniei.
- anagnost:[necesită citare]

- treaptă inferioară a clerului, având funcția de a ajuta clericii la serviciul religios; ipodiacon;
- slujitor bisericesc din clerul inferior;
- persoană (de obicei băiat) care face diferite servicii în biserică.
- anagogie:[necesită citare]

- una din cele patru interpretări medievale ale Bibliei, care se ridică de la sensul literar al textului la cel alegoric și spiritual;
- stare de elevație (mistică, spirituală, estetică); iluminare.
- anahoret - vezi ascet.
- analog(hion) - pupitru înalt, mobil, pliabil, de o construcție specială, plasat în mijlocul bisericii, pe care se pun cărțile de cult în timpul slujbei ortodoxe.[necesită citare]
- analogia ceasornicarului⁠(en)[traduceți] - argument pentru existența lui Dumnezeu de tip teleologic, formulat de teologul William Paley.[necesită citare]
- anamneză:[necesită citare]

- parte a liturghiei care constă în rugăciuni rostite de preot cu voce scăzută, în care se amintesc patimile, învierea și înălțarea lui Hristos și conține oferta sacrificiului către Dumnezeu și cererea de a accepta sacrificiul;
- rugăciune care se face în timpul unei mese la catolici.
- anastasimatar - carte care cuprinde cântări bisericești și rugăciuni duminicale despre învierea Domnului.[necesită citare]
- anat(h)emă:

- osândire, ostracizare a cuiva de către Biserică, excludere din rândul Bisericii; sinonim: afurisenie, vezi și excomunicare;
- act de extremă severitate folosit în vechime de autoritatea bisericească împotriva ereticilor, prin excluderea lor din comunitate și prin condamnare.
- anatemizare - pronunțarea a anatemei asupra cuiva.[necesită citare]
- an bisericesc - calendarul religios folosit de biserici pentru a organiza și celebra principalele sărbători și evenimente din viața lui Iisus Hristos, precum și comemorarea sfinților și a altor momente importante din istoria creștină și care, la catolici și protestanți începe cu adventul, iar la ortodocși, la 1 septembrie; vezi și timp liturgic.[necesită citare]
- an de grație - fiecare din anii erei creștine; vezi și grație.[necesită citare]
- angelolatrie - adorare a îngerilor.[necesită citare]
- angelologie - parte a dogmaticii care tratează despre îngeri.[necesită citare]
- Angelus - rugăciune la catolici către Fecioara Maria, anunțată de sunetul clopotelor, recitată dimineața, la amiază și seara, care începe cu cuvintele latine: Angelus Domini nuntiavit Mariae („îngerul Domnului a vestit  Mariei”).
- anglicanism - religia de stat a Angliei, cu doctrina inspirată din calvinism și desprinsă din catolicism în timpul lui Henric al VIII-lea.
- aniconic - (despre o religie) fără icoane, care nu recurge la reprezentări figurative.[necesită citare]
- aniconism - lipsa reprezentării figurate a unei divinități (vezi și iconoclasm).[necesită citare]
- annată - redevență percepută de papalitate de la episcopii și abații nou instalați, echivalând cu veniturile lor pe un an.[necesită citare]
- antependiu - (la catolici) piesă de stofă decorată, aplicată pe partea din față a mesei altarului.[necesită citare]
- anteriu - haină neagră, lungă până în pământ, purtată ca semn distinctiv de preoții ortodocși (diaconi, preoți, episcopi), dar și de călugări și călugărițe; sinonime: reverendă, sutană.[necesită citare]
- anthem - compoziție corală sacră, similară cu motetul, pe texte biblice, specifică Bisericii Anglicane.[necesită citare]
- anti-catolicism - atitudine ostilă față de creștinii catolici.
- anticlericalism:

- atitudine ostilă față de cler și de ierarhia clericală; respingere a bisericii ca instituție religioasă;
- respingere a influenței bisericii și a clerului în viața social-politică sau culturală;
- atitudine de ireligiozitate.
- anticrist:

- în teologia creștină, principiu malefic (Satana), opus lui Hristos, care va fi învins de acesta din urmă; altă scriere: antihrist;
- persoană care se opune religiei creștine și a bisericii; eretic, necredincios.
- antifon:[necesită citare]

- imn sau cântare bisericească ce cuprinde versete sau parafrazări din psalmi care se repetă alternativ de două coruri sau de două voci, ca și cum și-ar răspunde reciproc;
- (în liturghia catolică) verset recitat sau cântat înainte de psalmul a cărui semnificație o evidențiază.
- antifonar -  carte liturgică cuprinzând antifoanele pentru tot anul, cu notele aferente pentru cântece; carte care conține părțile cântate ale liturghiei.[necesită citare]
- antihrist - vezi anticrist.
- antinomianism - concepție după care legile morale obișnuite nu sunt aplicabile creștinilor, ale căror vieți, se spune, sunt guvernate exclusiv de harul divin.[necesită citare]
- antinomie - metodă teologică aplicată doctrinei despre Dumnezeu și, în general, dogmelor credinței, prin care se presupune neconcordanța dintre definițiile formale și conținutul transcendent al credinței.[necesită citare]
- antinomism - (la unele secte gnostice, medievale etc.) doctrină care susține, în numele supremației grației divine, opoziția față de lege înțeleasă în sens religios (după Vechiul Testament).[necesită citare]
- antinomosie - atitudine ostilă legii sacre sau celei profane.[necesită citare]
- antipapal - care se opune papei și autorității acestuia.[necesită citare]
- antipapă - papă a cărui alegere nu a fost canonică și care uzurpă autoritatea suveranului pontif legitim, al cărui pontificat nu este recunoscut de către Biserica Catolică.
- apa vieții - termen utilizat pentru invocarea Sfântului Duh, cu referire la apa folosită la ritualul botezului.
- Apărarea Vaticanului - serviciu de pază a Cetății Vaticanului, asigurat de Garda Elvețiană și de Corpo della Gendarmeria (poliția).
- apocrife - scrieri cu conținut religios, nerecunoscute de Biserică și nefiind deci incluse în Biblie.
- apolinarism - sectă întemeiată în secolul al IV-lea de  Apolinarie de Laodiceea, care susținea că Isus Cristos a avut un corp uman normal, dar o minte divină și nu un suflet uman obișnuit.
- apologetică (creștină) - ramură a teologiei care se ocupă cu apărarea creștinismului.
- apostol:

- titlu purtat, în primul rând, de Isus Hristos și apoi de doisprezece discipoli ai acestuia;
- misionar de la începutul creștinismului.
- apostolat - misiunea de apostol, de propagare a creștinismului.[necesită citare]
- arcă - (general) cutie, cufăr; (specializat) Arca lui Noe (corabia lui Noe, având of formă pătrățoasă);  Arca Alianței sau Arca legământului (Chivotul legii).[necesită citare]
- argument cosmologic - argument pentru existența lui Dumnezeu care susține că Universul nu putea exista dacă nu ar fi fost creat de divinitate, considerată cauză primară.
- argumente pentru existența lui Dumnezeu - demersuri de demonstrare a existenței divinității, printre care: argumentul ontologic, argumentul cosmologic, argumentul moral, argumentul teleologic și argumentul istoric.
- argumentul designului defectuos (sau imperfect) - critică la adresa ideii că Universul și ființele vii au fost create de divinitate creatoare, susținând că existența unor trăsături biologice ineficiente, redundante sau chiar dăunătoare în organismele vii este incompatibilă cu ideea unui designer omnipotent și omniscient.
- argumentul necredinței - argument folosit pentru a contesta existența divinității și care se bazează pe premisa că dacă un Dumnezeu atotputernic, atotștiutor și benevolent ar exista, ar face în așa fel încât dovezile existenței sale să fie clare și incontestabile pentru toți oamenii.
- armonia Evangheliei - încercarea de a aduce în concordanță relatările despre viața, învățăturile, moartea și învierea lui Iisus Hristos din cele patru Evanghelii canonice.
- ascet - călugăr care trăiește izolat și în mod auster; sinonime: pustnic, sihastru, schimnic, anahoret, eremit.
- Asumpționiști - ordin călugăresc catolic înființat la Nîmes în 1845.
- Athleta Christi - termen folosit în Evul Mediu pentru a descrie martirii și sfinții militari.
- audianism - sectă apărută în secolul al IV-lea, fondată de Epifanie de Salamina, care a respins conceptul Trinității considerând că Dumnezeu este o entitate unică, iar Isus Hristos o creație a divinității.
- augustin:

- (ordin catolic de călugări) care urmează anumite reguli, stabilite pe baza scrierilor lui Augustin de Hipona;
- călugăr din acest ordin.
- augustinism - curent în gândirea creștină teologică și filozofică, care acceptă și apără doctrinele lui Augustin de Hipona sau este fondat pe aceste doctrine.[necesită citare]
- autocefalie - conducere de sine stătătoare a unei biserici ortodoxe naționale, fiind independentă față de Patriarhia Ecumenică de Constantinopol.
- autodafé:

- (în Evul Mediu) proclamarea solemnă a sentinței inchizitorului, urmată de abjurare din partea condamnatului sau de arderea lui pe rug, dacă acesta refuza abjurarea;
- ardere pe rug a celor condamnați de Inchiziție pentru erezie și ceremoniile însoțitoare;
- ardere în public a operelor (cărți, tablouri etc.) socotite eretice în timpul Inchiziției.
- autoflagelare - faptul de a se supune unor torturi fizice (în special prin biciuire) pentru răscumpărarea păcatelor.
- autoimolare - formă extremă de protest sau de martiriu prin autoincendiere; exemplu: sinuciderea prin incendiere a rascolnicilor (în secolul al XVII-lea), care nu au acceptat reforma introdusă de patriarhul Nikon al Moscovei.
- avocatul diavolului -  (din latinul advocatus diaboli) preot însărcinat să ridice toate obiecțiile posibile într-un proces de canonizare pentru ca acestea să poată fi rezolvate definitiv.
- axion:[necesită citare]

- imn de slavă în Biserica Ortodoxă;
- (în trecut) imn intonat la întronarea unui mitropolit sau a unui domnitor.
- aymara - (denumire pentru) amerindienii din Peru și din Bolivia, care trăiesc în jurul lacului Titicaca și pe versantele estice ale Anzilor și care sînt de religie creștină (catolică).[necesită citare]
- azimă - turtă de făină de grâu sau de secară, făcută din aluat nedospit și coaptă de obicei sub spuză (consumată de mozaici la Paști sau folosită de catolici la împărtășanie).[necesită citare]

## B
- baptism - doctrină și confesiune creștină protestantă, fondată în Anglia, la începutul secolului al XVII-lea, care consideră că botezul trebuie să fie acordat numai adulților care recunosc păcatul originar.
- baptismal - care servește, se referă la botez.
- baptisteriu:

- spațiu în incinta unei biserici destinat oficierii botezului;
- (în trecut, la catolici) vas din piatră, marmură etc., amplasat în biserică, în care se botezau copiii.
- baretă - căciuliță de postav sau de catifea, cu trei sau patru colțuri, purtată de unii preoți catolici.
- bazilian:

- călugăr(iță) din Ordinul Sfântul Vasile cel Mare;
- care aparține ordinului Sfântului Vasile sau bazilienilor, care se referă la ordinul Sfântului Vasile sau la bazilieni;
- (despre monahismul ortodox) care respectă regula Sfântului Vasile.
- Bazilica Sfântul Petru din Roma - edificiu religios situat în Vatican, considerat cea mai mare biserică din lume.
- bazilică:

- (la romani) edificiu public de mari proporții, de formă dreptunghiulară, împărțit în lungime, prin șiruri de coloane, în trei sau cinci părți (nave), care servea ca loc de judecată, bursă comercială, loc de adunări;
- biserică creștină din perioada veche (începând cu secolul al IV-lea), împărțită în interior în trei sau cinci părți prin șiruri de coloane;
- biserică sau catedrală catolică de mari proporții; exemplu: Bazilica Sfântul Petru din Roma.
- bărat - (termen învechit) călugăr sau preot catolic.
- bărăție - biserică sau mănăstire catolică.
- beatificare - (la catolici) etapă în procesul de canonizare, trecerea unei persoane decedate în rândul „fericiților” Bisericii, care reprezintă primul grad de sfințenie.
- begarzi - mișcare catolică reformatoare, apărută în Flandra în secolul al XIII-lea, ulterior declarată eretică.
- beghine - femei care trăiesc într-o confrerie religioasă, instituită în secolul al XII-lea, ale cărei membre pronunță doar un jurământ de castitate și obediență, fără a se călugări.
- Behemut - animal misterios menționat în Cartea biblică a lui Iov, simbol al haosului primordial de la începutul Creației.
- Belzebut(h) (sau Beelzebul, Beelzebub) - unul dintre numele diavolului; căpetenie a diavolilor.
- benedictin - ordin catolic întemeiat în secolul al VI-lea de Benedict de Nursia; călugăr(iță) din acest ordin.
- benedicțiune - grație divină, binecuvântare (solemnă).
- beneficial - care se referă la beneficiile bisericești.
- beneficiu: (la catolici)

- complex de bunuri stabilit de către autoritatea ecleziastică, al căror venit este destinat întreținerii titularului unei demnități bisericești;
- demnitate ecleziastică dotată cu un venit.
- bernardin - călugăr(iță) aparținând unei congregații desprinse din ordinul benedictinilor în secolul al XII-lea, printr-o reformă făcută de Bernard de Clairvaux.
- Biblie - carte religioasă fundamentală a mozaicilor și creștinilor; este o culegere de lucrări religioase, rituale, juridice și istorice, alese și prelucrate de preoți și cărturari (sinonim: Sfânta Scriptură).
- bibliolatrie - acceptarea și interpretarea literală a textului biblic.
- biblistică - studiul Bibliei.
- bigot - (persoană) care se conformează strict tuturor preceptelor rituale ale unei religii.
- bilocație - presupusa posibilitate a cuiva de a se afla în același timp în două locuri diferite, mai ales ca urmare a despărțirii prin moarte a spiritului de corp; decorporație.
- binecuvântare:

- cuvântul sau gestul prin care se invocă harul divin asupra cuiva sau a ceva;
- urare de prosperitate și fericire, cu invocarea divinității (sinonime: blagoslovenie, blagoslovire).
- biserică (edificiu) - lăcaș de cult destinat celebrării unui cult creștin.
- biserică (instituție) - instituția creștinismului în ansamblu; comunitate religioasă de același cult.

- Biserica Anglicană - biserica oficială din Anglia, desprinsă din cea catolică în 1534 de către regele Henric al VIII-lea; este condusă de rege, iar doctrina este inspirată din calvinism, religia numindu-se anglicanism.
- Biserica Calvină - vezi Biserica Reformată.
- Biserica Catolică - totalitatea creștinilor uniți prin crezul apostolic și sfintele taine sub autoritatea papei și a episcopilor aflați în comuniune cu acesta; alte denumiri: Biserica Romano-Catolică, Biserica Romană.
- Biserica Creștină după Evanghelie - grupare creștină neoprotestantă care în Anglia are drept omolog Adunările Frățești ("Plymouth Brethren"); altă denumire: Cultul Creștin după Evanghelie.
- Biserica Episcopală - ramura americană a Bisericii Anglicane.
- Biserica niceniană - comunitate creștină care a adoptat și susținut dogmele stabilite la Primul conciliu de la Niceea.
- Biserica Romană - vezi Biserica Catolică.
- Biserica Reformată - biserică creată în urma Reformei protestante și bazată pe interpretările Noului Testament, enunțate de Ulrich Zwingli și Jean Calvin și ai cărei credincioși se numesc hughenoți sau calviniști; altă denumire: Biserica Calvină.
- Biserica Unificării - mișcare religioasă fondată în 1954 în Coreea de Sud de către Sun Myung Moon.
- Biserica Vieții Universale - organizație religioasă non-confesională fondată în 1962 de Kirby J. Hensley, sub doctrina: „Faceți ceea ce este corect”.

- biserică proprie - îmn feudalism, o biserică privată, aflată sub controlul unei persoane laice, de obicei un nobil sau un senior feudal⁠(d), care o deținea ca parte a proprietăților sale.
- biserică simultană - lăcaș de cult folosit în comun de două sau mai multe confesiuni religioase.
- biserică-necropolă - biserică în care se găsesc morminte și cripte.
- blagoslovenie (sau blagoslovire) - vezi binecuvântare.
- blagoveștenie - vezi Buna Vestire.
- blasfem(ie):

- defăimare, profanare a ceea ce este considerat sfânt, a divinității, a religiei, a dogmelor și a obiectelor de cult; hulă;
- cuvânt, discurs prin care se insultă divinitatea sau religia; în unele state fiind considerată infracțiune.
- blestem:

- imprecație prin care se invocă abaterea unei nenorociri sau a mâniei divinității asupra cuiva; afurisenie; vezi și anatemă;
- nenorocire a cuiva pusă pe seama mâniei divine.
- blestemarea smochinului - episod biblic în care Isus face ca un smochin să se usuce deoarece acesta nu avea fructe.
- Boboteaza - sărbătoare a botezului lui Iisus Hristos, când se sfințesc apele (la 6 ianuarie); alte denumiri: teofanie, epifania.
- bo(g)daproste - cuvânt de mulțumire (provenit din bulgară) folosit de ortodocși pentru ceva primit de pomană.
- bogomilism - doctrină și sectă creștină dualistă, apărută în secolul al X-lea în Bulgaria și răspândită apoi în țările balcanice, în Rusia, Franța etc, care nu recunoștea nici preceptele bisericii creștine și nici autoritatea statului.
- bolgie - vale adâncă, regiune a celui de-al optulea cerc al Infernului lui Dante, în care sunt pedepsiți înșelătorii.
- bolniță - (la mănăstiri) încăpere în care sînt păstrate craniile călugărilor după dezgropare; criptă.
- botez:

- ritual prin care o persoană este primită în Biserică și devine astfel creștin. Botezul poate fi făcut prin imersiune (scufundarea în apă sfințită) sau prin turnarea de apă sfințită pe cap, botezătorul atribuind, în același timp, prenumele celui botezat;
- stropire cu agheasmă a credincioșilor și a caselor lor de către preot, cu prilejul unor slujbe sau al unor sărbători bisericești.
- Botezul lui Isus - moment care, conform evangheliilor, a marcat începutul misiunii publice a lui Iisus din Nazaret.

- botezător:

- care botează; vezi și Ioan Botezătorul;
- vasul în care se botează copii; cristelniță.
- brad de Crăciun - vezi pom de Crăciun.
- brevă - scrisoare papală mai puțin solemnă decât bula.
- bulă (papală) - act oficial emis de papă; vezi și brevă.
- Buna Vestire - numele sărbătorii de la 25 martie, când se spune că Fecioara Maria a fost anunțată de arhanghelul Gabriel că va naște pe Iisus; altă denumire (la ortodocși) blagoveștenie.
- Bunul Păstor - imaginea lui Isus Hristos, protector față de credincioși, metaforă prezentată în Noul Testament.
- busuioc - plantă erbacee cu miros plăcut (Ocimum basilicum), întrebuințată și în scopuri religioase: împodobirea icoanelor, stropirea de către preot cu agheasmă.

## C
- cabală - doctrină care pornește de la Biblie, recurge la o simbolistică specială, practici oculte și pretinde că poate comunica cu spiritele.
- cabulă - superstiție de jucător (de cărți).
- cafas - balcon unde cântă corul într-o biserică.
- cagulă - mantie cu glugă purtată de călugări.
- Calea Crucii - ritual care constă în imitarea parcurgerii Via Dolorosa, fără deplasare în Ierusalim.
- caliciu - vezi potir.
- calvar:

- ca substantiv propriu, Calvarul — vine din lat.  calvaria/calva, și înseamnă „craniu” — este locul unde Isus a fost crucificat.
- martiriul lui Iisus Hristos;
-  (la catolici; mai ales în forma "calvariu") cruce monumentală (de piatră), reprezentând imaginea lui Iisus răstignit, ridicată în apropierea unei biserici; prin extensie: cruce de lemn ridicată la intersecții, pe marginea drumurilor etc; vezi și troiță.
- calvinism - doctrină protestantă, austeră și riguroasă, caracterizată prin concepția suveranității absolute a lui Dumnezeu, întemeiată de Jean Calvin în prima jumătate a secolului al XVI-lea, în Franța, răspândită mai ales în Elveția și în Anglia, care suprimă complet ceremoniile și reduce Sfintele Taine la botez și cuminecătură și care s-a unit cu adepți ai lui Ulrich Zwingli, formând Biserica Reformată.
- calvinizare - trecere la calvinism.
- camaldolez - călugăr aparținând unui ordin întemeiat în secolul al XI-lea, la mănăstirea Camaldoli, din Toscana.
- camerling (sau camerlengo) - cardinal care administrează bunurile bisericii în timpul vacanței Sfântului Scaun.
- camilafcă - potcap acoperit cu un văl (negru), care atârnă pe spate, purtat de prelații și de călugării ortodocși (sau de călugărițe) la anumite ocazii; vezi și cauc.
- candelă - lampă mică cu ulei, care se pune la icoane sau la morminte ori care servea, în trecut, la iluminat.
- canon:

- normă, regulă fixată de Biserica pentru uz intern;
- partea esențială și fixă a ceremonialului în liturghie;
- pedeapsă dată de Biserică la încălcarea unei reguli bisericești; vezi și penitență.
- (în muzica bizantină) formă de imn cu o melodie bogat ornamentată, structură fixă, compus din nouă cântări și intonat la utrenie.
- canon biblic - totalitatea textelor sacre care se bucură de autoritate deplină în cadrul unei religii, propuse ca normă, ca model; nume dat cărților Vechiului și Noului Testament.

- canonarh - călugăr însărcinat cu organizarea slujbei la strană, în mănăstirile și catedralele ortodoxe.
- canonic:

- preot catolic sau anglican, care face parte din consiliul episcopal; superiorul unei catedrale;
- (în Biserica Catolică) membru al unui colegiu de preoți însărcinat cu celebrarea slujbelor solemne și având funcția de conducere în dieceză.
- canonizare:

- trecere în rândul sfinților; beatificare;
- stabilire prin lege sau prin canoane reguli, dogme bisericești;
- stabilire a unei penitențe, pedepse pentru încălcarea canoanelor religioase.
- Canonul Roman - una din cele patru rugăciuni euharistice (anafora) ale liturghiei romano-catolice.
- canticum - cântec religios de laudă; (la protestanți) cântec religios în afara psalmilor.
- cantilație - formă a serviciului religios având la bază psalmodierea liniei melodice, în care predomină recitativele și recitările.
- cantor - maestru de cor într-o biserică; cântăreț bisericesc (vocal sau instrumentist); dascăl.
- capelan:

- preot care slujește într-o capelă (catolică), ca ajutor al parohului unei biserici;
- preot de instituție (spital, închisoare, unitate militară).
- Capelan al Sanctității Sale - titlu onorific acordat unui preot catolic de către papă.
- capelă:

- biserică mică, izolată, fără parohie (într-un cimitir etc.); paraclis.
- parte a unei biserici catolice unde se află altarul;
- încăpere într-o clădire, cu un altar, unde se poate oficia slujba religioasă.
- capiște - (în sens ironic) biserică de rit ne-ortodox.
- capitul:

- adunare de călugări catolici sau de canonici care se ocupă de organizarea cultului și de administrarea catedralei și a bisericilor din oraș;
- loc unde se ține o asemenea adunare.
- capnomanție - arta de a ghici după fum.
- Capucini (Ordinul Fraților ~) - ordin călugăresc catolic, ramură a franciscanilor, creat în 1525.
- cardinal - titlu în ierarhia Bisericii Catolice dat celor mai înalți prelați, numiți de papă, care alcătuiesc consiliul pontifical și dintre care se alege noul papă.
- cardinalat - (în Biserica Catolică) demnitatea de cardinal; perioadă în care cineva deține titlul de cardinal.
- car funerar (sau mortuar) - vezi dric.
- carismă - însușire, considerată divină, transmisă prin botez, hirotonire sau atribuită unei persoane cu putere de influență asupra comunității; altă scriere: charismă.
- carmeliți - ordin călugăresc catolic, celebru prin austeritatea sa, care a fost înființat în Palestina în secolul al XII-lea și reformat în 1593 de Tereza de Ávila.
- Cartea facerii - vezi Geneza.
- cartomanție - ghicit în cărți de joc.
- cartular - culegere de scrieri referitoare la drepturile unei mănăstiri sau biserici catolice.
- Cartusian, Ordinul ~ - ordin călugăresc, înființat în 1804, în Alpii francezi de Bruno de Colonia, adept al vieții contemplative și al uniunii cu divinitatea în singurătate; altă denumire: certozin.
- casula - pelerină fără mâneci și cu o singură deschizătură pentru cap, folosită de preoții catolici.
- catacombă - galerie subterană, naturală sau artificială, care servea primilor creștini ca loc de refugiu, de cult și de înmormântare.
- catafalc - postament înalt pe care se așază sicriul sau, la comemorări, efigia unei persoane defuncte.
- catapeteasmă:

- (în bisericile ortodoxe) perdea brodată care închide ușile ale iconostasului;
- perete despărțitor (împodobit cu icoane) între altar și restul bisericii; altă denumire: iconostas.
- catarism - sectă creștină din Europa de Vest din secolele IX-XIV, înrudită cu bogomilismul, care respingea ierarhia catolică și considera proprietatea privată ca un păcat.
- catavasie - prima sau cea mai importantă stihiră a fiecăreia dintre cele nouă cântări ale canonului utreniei, care face referire la perioada praznicelor bisericești și care este cântată duminica și la sărbători, la sfârșitul sau în locul fiecărei cântări.
- catavasier - carte de ritual bisericesc ortodox, care cuprinde catavasii sau rugăciunile și cântările vecerniei, utreniei, liturghiei etc.
- catedral - care aparține scaunului episcopal al unei dieceze.
- catedrală:

- biserică (mare) în care serviciul religios este oficiat de obicei de un episcop sau arhiepiscop;
- biserica scaunului mitropolitan sau arhiepiscopal.
- cateheză - instruire religioasă (prin întrebări și răspunsuri).
- catehism - expunere a principiilor religiei creștine sub formă de întrebări și răspunsuri; carte care cuprinde această expunere.
- catehumenat - pregătirea persoanei adulte pentru primirea botezului. În creștinismul primitiv dura doi sau trei ani, în prezent durează de regulă un an.
- caterisire - demitere din funcție a unui preot; excludere a unui călugăr dintr-o comunitate monahală; vezi și răspopire.
- catihet - (termen învechit) persoană care preda copiilor catehismul, dogmele religiei; profesor de religie.
- catismă - fiecare din cele douăzeci de secțiuni ale Psaltirii; rugăciune citită șezând.
- catolicism - confesiune creștină care recunoaște primatul papei, infailibilitatea acestuia în ceea ce privește dogma și morala, originea Spiritului Sfânt de la Dumnezeu-Tatăl și de la Dumnezeu-Fiul (principiul filioque), Sfânta Treime, învierea, cele șapte sacramente, cultul Fecioarei Măria, cinstirea sfinților, existența Purgatoriului etc.
- cauc - potcap purtat de călugări; vezi și camilafcă.
- causa sui - expresie folosită pentru a descrie natura unică și esențială a lui Dumnezeu și care sugerează că divinitatea este cauza propriei existențe, adică faptul că există prin sine însuși și nu depinde de nicio altă cauză sau entitate pentru a exista.
- cavou - vezi criptă.
- cazanie - predică prin care se explică un pasaj din evanghelie; carte religioasă care cuprinde predici sau meditații în care se comentează lecturile evanghelice duminicale.
- călugării deșertului - vezi părinții deșertului.
- căsătorie - instituție care în creștinism este considerată sacră, ca fiind un legământ sfânt între un bărbat și o femeie, binecuvântat de Dumnezeu (prin intermediul cununiei oficiate de preot), nu doar o unire fizică și emoțională, ci și una spirituală, având scopuri profunde care includ iubirea reciprocă, susținerea credinței, precum și procrearea.
- ceaslov - carte bisericească ce cuprinde rugăciuni și cântări pentru diferite momente ale zilei și care servea în trecut și ca abecedar.
- ceasuri împărătești - moment de celebrare a următoarelor sărbători religioase: Ajunul Crăciunului, Boboteaza, Vinerea Mare.
- cei trei crai de la răsărit/ cei trei magi - cei trei regi veniți din Orient să aducă omagii lui Isus la nașterea sa.
- celebrant -preot (catolic) care oficiază serviciul divin.
- Cele Cinci Căi - (Quinque viae) concept dezvoltat de Toma de Aquino în încercarea demonstrării existenței divinității.
- Celestini - ordin catolic înființat în secolul al XIII-lea ca ramură a Ordinului benedictin.
- celd șapte laude - vezi orele canonice.
- cele șapte peceți (sau sigilii) - simbol din Cartea Apocalipsei care descrie un pergament închis cu șapte sigilii, fiecare reprezintând un eveniment legat de sfârșitul lumii sau de Judecata de Apoi.
- cele șapte potire - simbol asociat cu suferința lui Isus Hristos în timpul crucificării sau cu suferințele și răscumpărarea păcatelor omenirii.
- cele șapte specii - plante alimentare, menționate în Vechiul Testament și care simbolizează fertilitatea și bogăția Țării făgăduinței.
- cele șapte taine/ sacramente - cele șapte ritualuri sau acte de cult din religia creștină - botezul, căsătoria, spovedania, mirul, împărtășania (euharistia), hirotonia și maslul) - prin care credincioșii consideră că li se transmite harul divin.
- cele șapte trâmbițe (sau trompete) - expresie menționată în Cartea Apocalipsei și care reprezintă simboluri ale judecății și ale evenimentelor apocaliptice.
- cele zece porunci - vezi Decalogul.
- celulă - vezi chilie.
- cenaclu - sală în care Iisus Hristos s-a întrunit cu ucenicii săi pentru Cina cea de taină și în care apostolii au primit Sfântul Duh.
- cenobit - (în opoziție cu anahoret) călugăr care trăiește într-o mănăstire sau într-o comunitate monahală.
- cenobiu - mănăstire în care călugării au viața organizată în comun.
- cenotaf - monument funerar ridicat în amintirea unei persoane decedate ale cărei oseminte se găsesc în alt loc sau au dispărut.
- ceremonie - formă ritualică a unui cult religios; slujbă religioasă.
- certozin - vezi Cartusian, Ordinul ~.
- charismă - vezi carismă.
- Cheia lui David - simbol teologic și biblic ce semnifică autoritatea divină, suveranitatea și accesul la Împărăția lui Dumnezeu.
- chelar - călugăr care se îngrijește de aprovizionare într-o mănăstire.
- cherubin - vezi heruvim.
- chietism - doctrină religioasă care predică ideea de resemnare, de acceptare a propriului destin și contemplația pasivă, negând importanța practicii rituale.
- chiliasm - vezi milenarism.
- chilie - încăpere mică într-o mănăstire, în care locuiește un călugăr sau o călugăriță; altă denumire: celulă.
- chinonic - cântare bisericească liturgică executată în timp ce se împărtășește preotul care oficiază slujba.
- chinovie - mănăstire în care călugării au viața organizată în comun.
- chiraleisa:

- adaptarea formulei liturgice grecești "Kirie eleison" (= Doamne miluiește), rostită de cei care însoțesc pe preot la Bobotează;
- litanie liturgică ortodoxă.
- chiriarh - arhiereu care conduce o eparhie, mitropolie, patriarhie.
- chivot:

- cutiuță de argint așezată în altar, în care se păstrează cuminecătura, sfântul mir, moaște sau alte obiecte sfințite;
- machetă (de lemn) a unei biserici.
- Chivotul Legământului (sau al Legii) - ladă în care vechii mozaici păstrau tablele legii și toiagul lui Aaron.
- ciboriu:

- baldachin susținut de coloane, care acoperea altarul bazilicilor creștine;
- vas în formă de cupă, care servește în bisericile catolice la păstrarea rezervei euharistice după slujbă.
- ciliciu - centură sau cămașă aspră din păr de capră, care se purta, pe piele, de penitenți pentru a se mortifica.
- cimitir - loc unde se înmormântează morții, în cadrul un ritual religios.
- Cina cea de Taină - masa luată de Isus Hristos cu apostolii săi, în seara dinaintea Răstignirii, la care a fost instituită taina euharistiei.
- Cincizecime - sau Pentecostă, vezi Rusalii.
- cip - mică stelă funerară sau votivă.
- citanie - (termen învechit) lectură din cărțile bisericești în fața credincioșilor.
- claustru - mănăstire catolică; curte interioară a unei mănăstiri, mărginită pe toate laturile de un portic acoperit, loc de plimbare, repaus și meditație.
- clopot (de biserică) - clopot așezat în turnul sau turla unei bisericii ori în clopotniță, care, când se trage, cheamă pe credincioși la liturghie, la înmormântări.
- clopotniță - turn de biserică sau construcție în formă de turn (situată lângă biserică), în care sunt instalate clopotele.
- Coborârea Sfântului Duh - vezi Rusalii.
- Cocollona - entitate mitologică, specifică orașului Girona, despre care se spune că provine dintr-o călugăriță degenerată.
- comuniunea anglicană - federație de biserici (anglicane, episcopale, protestante etc.) din întreaga lume, unite într-un consorțiu printr-o conferință a episcopilor care are loc o dată la zece ani și este prezidată de arhiepiscopul de Canterbury, recunoscut ca mitropolit al lor.
- conciliu ecumenic - adunare a reprezentanților Bisericii pentru a rezolvate dispute doctrinare și ecleziastice; altă denumire: sinod ecumenic.
- concordanță - indice cu toate cuvintele Bibliei, cu indicarea paralelă a tuturor locurilor unde se găsesc.
- confesiune - mărturisirea de credință specifică a unei grupări religioase, care o distinge de celelalte grupări.
- congregație⁠(d) - (în general) comunitatea de credincioși care formează biserica; (în particular) ordin monahal⁠(d); conciliu reunit cu un scop.
- congregaționalism - mișcare protestantă din Anglia, care revendica autonomia bisericilor locale față de stat și nega ierarhia ecleziastică.
- conversiune - trecere de la o religie la alta.
- coroana de spini - obiect simbolic menționat în Noul Testament, care a fost pus pe capul lui Isus în timpul procesului său și înainte de crucificare, simbol al suferinței, umilirii și sacrificiului.
- cosmogonie - crearea Universului de către Dumnezeu, proces care, conform Bibliei, ar fi durat 7 zile; sinonim: facerea lumii.
- Crăciun - sărbătoare creștină care celebrează nașterea lui Iisus Hristos, la 25 decembrie; vezi și: Moș Crăciun, pom de Crăciun.
- Creativitate - mișcare religioasă supremațistă și anticreștină care promovează naționalismul alb, antisemitismul și homofobia.
- creația omului⁠(d) - episod biblic⁠(d) descris în Geneza, în capitolele 1 și 2, una dintre cele mai importante narațiuni din Biblie, deoarece explică originea umanității și relația specială dintre Dumnezeu și om.
- credențional:

- document prin care deputatul sinodului își mărturisea credința;
- mandat de membru al sinodului.
- criptă:

- construcție (mai ales în forma unei bolți sub biserică) în care se depun sicriele morților; sinonim: cavou;
- cavou subteran, construit sub o biserică sau sub un monument.
- cristelniță - vas mare, de obicei din metal, de forma unei cupe, umplut până la jumătate cu apă, în care preotul afundă copilul la botez.
- cristocentric/cristo-centric - teologie axată pe lucrarea și persoana lui Isus Cristos, care pune la bază grația/harul salvator al sacrificiului și resurecție lui.
- cristologie - parte a teologiei creștine care tratează despre persoana lui Cristos și despre raporturile sale cu Dumnezeu și cu umanitatea.
- crucea Sfântului Antonie - simbol în forma literei tau, ce amintește de viața și spiritualitatea sfântului Antonie cel Mare.
- Cuius regio, eius religio - expresie latină folosită în Europa occidentală care sugerează faptul că religia domnitorului este și religia supușilor săi.
- Cultul Creștin după Evanghelie - vezi Biserica Creștină după Evanghelie.
- cununie - una dintre cele șapte taine ale creștinismului; reprezintă binecuvântarea și unirea sacră dintre un bărbat și o femeie, care aleg să-și întemeieze o familie, prin căsătorie, în fața lui Dumnezeu și a comunității creștine.
- curățarea templului - vezi alungarea vânzătorilor din templu⁠(d).
- Curia Romană - aparatul administrativ al Sfântului Scaun, care coordonează și realizează organizarea necesară Bisericii Catolice.
- Cuvântul Adevărat - tratat pierdut în care filosoful grec antic Celsus a abordat multe dintre punctele principale ale creștinismului timpuriu; altă denumire: Adevăratul cuvânt.

## D
- Daniel - unul dintre profeții biblici, favorit al lui Nabucodonosor și succesor al acestuia.
- dascăl - vezi cantor.
- Decalogul - cele zece reguli religioase și morale din Vechiul Testament, revelate de Dumnezeu lui Moise, pe muntele Sinai; altă denumire: cele zece porunci.
- decorporație - vezi bilocație.
- deism - doctrină filozofico-religioasă, răspândită în secolele XVII-XVIII, care recunoștea existența lui Dumnezeu numai ca o cauză primară, impersonală a Universului și care admitea că lumea este supusă acțiunii legilor naturii.
- Dei Verbum - constituția despre revelația divină adoptată de Conciliul Vatican II.
- demon - ființă imaginară considerată drept întruchipare a spiritului rău; în creștinism era Diavolul sau Satana.
- desacralizare - procesul prin care un obiect, un loc sau o idee pierde caracterul sacru sau religios; exemplu: transformarea unui lăcaș de cult într-un spațiu secular, cum ar fi o biserică devenită muzeu sau bibliotecă.
- design inteligent - formă de creaționism care presupune că anumite caracteristici ale Universului și ale vieții sunt cel mai bine explicate prin existența unei cauze inteligente și nu prin procese nedirijate, așa cum ar fi selecția naturală.
- devotament - starea de a fi dedicat și loial lui Dumnezeu, credinței și principiilor creștine; implică o angajare profundă față de viața spirituală și practicile religioase, precum și o expresie activă a credinței în comportamentul și acțiunile de zi cu zi ale unui credincios; vezi și smerenie.
- diacon - membru al clerului aflat pe prima treaptă a ierarhiei preoțești.
- Dictatus papae - document emis de papa Grigore al VII-lea, în care descrie poziția sa față de Henric al IV-lea al Sfântului Imperiu Roman.
- doctrina prosperității - vezi teologia prosperității.
- drept:

- (persoană) care se comportă ca un bun creștin;
- om lipsit de păcate, care a respectat în timpul vieții preceptele religiei creștine și care este acceptat de judecata lui Dumnezeu.
- drept canonic - corp de legi ce reglementează activitatea credincioșilor catolici în întreaga lume și relațiile în interiorul Bisericii Catolice, precum și cele cu exteriorul.
- dric - vehicul special care poartă mortul la locul de înhumare; car mortuar.
- Drumul Crucii - vezi Via Dolorosa.
- dualism - formă de creștinism care consideră lumea condusă de două entități aflate în dispută continuă: Dumnezeu și Satana.
- Duminica Floriilor (sau Duminica Patimilor) - sărbătoare care are loc în duminica imediat anterioară Paștelui; alte denumiri: Florii, Duminica Ramurilor (la catolici și protestanți) Intrarea Domnului în Ierusalim (la ortodocși).
- Duminica Izgonirii lui Adam din Rai - sărbătoare religioasă din calendarul creștin ortodox, care marchează ultima duminică înainte de începutul Postului Mare, fiind cunoscută și ca Duminica Lăsatului de Sec de Brânză; este o zi de pregătire spirituală și liturgică, având semnificații profunde legate de pocăință, iertare și începerea călătoriei spirituale a postului.
- Duminica Lăsatului de Sec de Brânză - vezi Duminica Izgonirii lui Adam din Rai.
- Duminica Ramurilor - vezi Duminica Floriilor.
- Duminica Sfinților Strămoși - sărbătoare situată în a doua duminică înainte de Crăciun (între 11 și 17 decembrie).
- Duminica Tomii - prima duminică după Paște, momentul în care Isus a apărut în fața apostolilor, după Înviere, și le-a arătat rănile, sărbătoare asociată cu tema credinței și a îndoielii.
- Dumnezeu - divinitatea supremă în creștinism, considerat creator al lumii, principiu fundamental al existenței și al ordinii universale.

## E
- eclesiologie - studiul bisericii creștine și care conține aspectele: istoria bisericii, natura, rolul și structura acesteia, precum și ecumenismul.
- Edictul de la Milano - document din 313 care marca sfârșitul persecuției lui Dioclețian asupra creștinilor și garanta toleranța religioasă în Imperiul Roman.
- Edictul de la Tesalonic - document din 380, care anulează Edictul de la Milano, fiind un pas important în promulgarea creștinismului ca religie oficială.
- Edictul de la Turda - document emis în 1568 de Dieta Transilvaniei, prin care a fost proclamată libertatea conștiinței și a toleranței religioase pentru toți locuitorii Transilvaniei.
- "Eli, Eli, lama sabahtani?" - cuvinte atribuite lui Isus Hristos în timpul crucificării, expresie a suferinței față de separarea de divinitate.
- epifanie - sărbătoare (pe 6 ianuarie) care comemorează manifestarea divinității lui Iisus Hristos, la catolici și protestanți simbolizând momentul în care cei trei înțelepți l-au vizitat pe pruncul Iisus (adorația magilor⁠(d)), iar la ortodocși botezul lui Isus în Iordan de către Ioan Botezătorul (Boboteaza); vezi și teofanie.
- episod biblic⁠(d) - întâmplare sau un eveniment descris în Biblie, care are o semnificație religioasă, morală sau simbolică; exemple: facerea lumii, Samson și Dalila, David și Goliat, botezul lui Isus, vindecarea unui lepros.
- epitaf:

- inscripție funerară, în versuri sau în proză, cuprinzând elogiul defunctului sau o sentință morală;
- vecernie din Vinerea Mare care are loc în amintirea înmormântării lui Isus Hristos;
- carte bisericească care conține epitaful.
- epitaf (obiect de cult):

- obiect de cult constând dintr-o bucată de stofă pe care este brodată scena punerii în mormânt a lui Isus Hristos; vezi și aer.
- eremit - vezi ascet.
- escatologie - studiul și doctrina despre "ultimele lucruri" sau evenimentele finale ale istoriei umanității și ale lumii și care include teme ca: sfârșitul lumii, Judecata de Apoi, învierea morților, venirea lui Mesia și instaurarea Împărăției lui Dumnezeu.
- esenian - membru al unui grup religios ebraic autonom din Antichitate care ducea o viață ascetică.
- eternitate - termen care se referă la natura fără sfârșit și fără început a existenței lui Dumnezeu, nu și la Univers, care este văzut ca având un început (creația) și fiind supus schimbării (temporalitatea) și trecerii timpului (finalitatea).
- evanghelia prosperității - vezi teologia prosperității.
- evangheliar - carte de slujbă care conține pericope din cele patru Evanghelii, citite în cadrul liturghiei sau cu alte ocazii și aranjate în funcție de sărbătoarea Paștilor.
- Evanghelie:

- mesajul privind Împărăția lui Dumnezeu și despre mântuire, cuprins în predica și învățătura lui Isus Hristos;
- tradiția orală a predicii lui Isus; istoria vieții pământene a acestuia; predica și învățătura lui Isus din primele patru cărți ale Noului Testament, atribuite celor patru evangheliști, dar prezentată într-un mod propriu autorului.
- evreul rătăcitor - om mitic nemuritor a cărui legendă a început să se răspândească în Europa în secolul al XIII-lea.
- excomunicare - excludere temporară sau definitivă a unui credincios dintr-o comunitate religioasă pentru abateri de la canoane sau dogme; vezi și anatemă.
- existența lui Dumnezeu - subiect de dezbatere în filozofia religiei și în cultura populară privind argumentele care confirmă sau infirmă existența unu creator omnipotent al lumii.
- Exodul - a doua carte a Pentateuhului și a Vechiului Testament; altă denumire: Ieșirea.

## F
- facerea lumii - vezi cosmogonie.
- Faptele lui Toma - text de la începutul secolului al III-lea, unul dintre apocrifele Noului Testament.
- Fecioara Maria - mama lui Isus Hristos, având ca atribut virginitatea perpetuă.
- fericit - primul grad de sfințenie acordat cuiva de sinod sau de papă; vezi și venerabil.
- fideism:

- concepție filozofică care dă prioritate credinței religioase față de știință ori le pune pe același plan;
- concepție teologică, dezavuată de Biserică, potrivit căreia credința ar depinde mai ales de sentiment, putând ajunge singură la adevăruri superioare, inaccesibile rațiunii.
- filetism - concepție, socotită erezie în creștinismul ortodox, care pune specificul particular deasupra binelui comun.
- flagelare - practică rituală care constă în aplicarea de lovituri corporale cu biciul sau cu vergele.
- Florensian, Ordin ~ - ordin monahal din sudul Italiei medievale, întemeiat de Gioacchino da Fiore în anul 1189.
- Frăția Ortodoxă - organizație neolegionară  de extremă-dreaptă din România, cu ideologie cristofascistă și islamofobă.

## G
- Gabriel, arhanghelul ~ - unul dintre arhanghelii principali, considerat un vestitor: a anunțat viitoarea naștere a lui Ioan Botezătorul și apoi a lui Hristos.
- Gaudete - a treia duminică din perioada Adventului în calendarul liturgic creștin occidental, specifică în principal Bisericii Catolice, dar și altor tradiții liturgice precum anglicanismul sau luteranismul.
- Geneza - prima carte a „Vechiului Testament” și prima dintre cele cinci cărți care alcătuiesc Biblia ebraică; altă denumire: Cartea facerii.
- gineceu - loc rezervat femeilor în vechile biserici creștine.
- gnosticism - curent filozofic-religios, apărut în Evul Mediu, care caută să îmbine teologia creștină cu filozofia elenistică greacă și cu unele religii orientale, susținând posibilitatea unei cunoașteri mistice.
- Golgota - loc în afara zidurilor Ierusalimului din secolul I AD în care, conform tradiției biblice, Iisus Hristos a fost răstignit.
- Graal - presupusul vas care i-ar fi servit lui Hristos în Cina cea de Taină.
- grație - iertare de pedeapsă, îndurare divină; vezi și an de grație.
- Grigore din Nazianz - teolog ce a adus contribuții substanțiale în fundamentarea dogmaticii creștine.

## H
- Hagia Sophia - vezi Sfânta Înțelepciune.
- hagiografie - ramură a teologiei care se ocupă cu viețile sfinților.
- har - favoare, binecuvântare sau putere divină care ar acționa în viața creștinilor, oferindu-le ajutor, iertare, îndrumare și salvare.
- hermeneutică:

- știința și arta interpretării textelor vechi, în special biblice; știința exegezei;
- știința sau metoda interpretării fenomenelor culturii spirituale.
- heruvim - înger care urmează ierarhic după arhanghel; vezi și serafim; altă denumire: cherubin.
- hristologie - ramură a teologiei care se concentrează pe studiul naturii (persoanei) și al lucrării (rolul în mântuire) al lui Iisus Hristos.
- hulă - vezi blasfemie.

## I
- Ioan Botezătorul - personaj important al creștinismului, considerat botezătorul lui Iisus.
- Ioan Damaschinul - teolog bizantin, ideolog al cultului icoanelor și adversar al iconoclastiei.
- Ioan Gură de Aur (sau Ioan Hrisostom) - arhiepiscop de Constantinopol, teolog, important teoretician al moralei creștine.
- iconoclasm - mișcare socială, politică și religioasă din secolele al VIII-lea și al IX-lea în Imperiul Bizantin, care, sub forma luptei împotriva cultului icoanelor, a fost îndreptată împotriva aristocrației ecleziastice și laice; sinonim: iconomahie (vezi și aniconism).
- iconologie:

- disciplină care studiază icoanele;
- știință care studiază caracteristicile personajelor din diverse mitologii pentru a ajuta artiștii la reprezentarea lor plastică.
- iconomahie - vezi iconoclasm.
- iconostas - vezi catapeteasmă.
- Identitatea Creștină - mișcare bazată pe o interpretare rasistă, antisemită, supremațistă a creștinismului.
- idol - imagine sau o reprezentare fizică a unei divinități, considerată sacră, ceea ce ar încălca porunca a doua din Cele zece porunci.
- idolatrie - practica venerării sau adorării unui idol, considerată păcat și un act de politeism.
- ierodiacon - călugăr cu funcție de diacon.
- Ieșirea - vezi Exodul.
- IHC/IHS - cristogramă, reprezentând primele litere din numele lui Isus, în greacă. Folosită des în creștinismul apusean.
- IHTIS - acronim alcătuit din inițialele cuvintelor "Iesous Hristos, Theou Yios, Soter" (adică "Isus Hristos, Fiul lui Dumnezeu, Mântuitorul" în greacă), asociat cu cuvântul grec ichthys („pește”).
- iluminat - membru al unei societăți de luptă anti-iezuită, întemeiată la 1 mai 1776 de fostul iezuit Adam Weishaupt, cu sediul la Dresda.
- impasibilitate - doctrină care ilustrează natura divină a lui Dumnezeu ca fiind perfectă, eternă și imuabilă, conform căreia divinitatea nu suferă și nu este afectată de emoții, durere sau schimbări; este complementară teopaschismului⁠(d), când suferința a avut loc într-un cadru uman, subliniind solidaritatea lui Dumnezeu cu umanitatea.
- imuabilitate - atributul lui Dumnezeu de a fi neschimbător în natură, caracter, voință, aspect esențial al naturii divine, subliniind perfecțiunea eternă a acesteia.
- inchizitor - judecător în cadrul Inchiziției.
- Inchiziție - instituție a Bisericii Catolice care investiga acuzațiile de erezie aduse la adresa creștinilor.
- inochentism⁠(en)[traduceți] - sectă întemeiată de călugărul basarabean Inochenție (Ioan Levizor), ai cărei adepți au trăit în mici comunități, uneori având un comportament lipsit de moralitate.
- I.N.R.I. - acronim întâlnit în special pe cruci, cu semnificația: Iisus din Nazaret, Regele Iudeilor.
- inspirație divină⁠(d) - fiind influența sau călăuzirea directă a unei puteri superioare (Dumnezeu, o divinitate sau un spirit sacru) asupra gândurilor, emoțiilor sau acțiunilor unei persoane; vezi și: revelație, iluminare⁠(d) sau comunicarea spirituală.[necesită citare]
- interdicție canonică - interzicerea practicării cultului religios, impusă ca pedeapsă ecleziastică pentru o infracțiune împotriva dreptului canonic.
- ipodiacon - vezi anagnost.
- ipostază - fiecare entitate a trinității; vezi Sfânta Treime.
- isihasm - disciplină ascetică de origine monastică, organizată în secolele al XIII-lea și al XIV-lea, în scopul renașterii spirituale și teologice, ce utiliza rugăciunea lui lsus ca metodă pentru obținerea stării de concentrare și pace lăuntrică.
- ispita minunii - moment din episodul ispitirea lui Isus,  când Diavolul îl duce pe Isus în vârful Templului și îl îndeamnă să se arunce în gol, afirmând că îngerii îl vor salva; Isus respinge ispitirea, declarând că nu trebuie să încerce pe Dumnezeu.
- ispita pâinii - moment din episodul ispitirea lui Isus, când Diavolul îl îndeamnă pe Isus să transforme pietrele în pâine pentru a-și potoli foamea, iar Isus răspunde afirmând că "Omul nu trăiește numai cu pâine, ci cu orice cuvânt care iese din gura lui Dumnezeu.
- ispita slavei lumii - moment din episodul ispitirea lui Isus, când Diavolul arată toate regatele lumii și le promite lui Isus stăpânirea asupra lor în schimbul închinării; Isus respinge și această ispitire, afirmând că doar lui Dumnezeu trebuie să i se închine.
- ispitire⁠(d) - situații, gânduri sau provocări care testează credința, devotamentul și integritatea unei persoane în fața valorilor spirituale și morale, în care credinciosul este pus la încercare în ceea ce privește fidelitatea față de Dumnezeu și respectarea principiilor religioase.

- ispitirea lui Isus - moment evocat în Noul Testament în care Diavolul îl abordează pe Isus, încercând să-l atragă într-o direcție greșită sau să-l facă să abandoneze misiunea sa divină; conține trei etape ("ispita pâinii", "ispita privind sărăcia și puterea" și "ispita regatelor lumii") și a devenit un exemplu pentru credincioși în privința modului în care pot rămâne fideli principiilor religioase.

## Î
- Înaltpreasfințit - titlu onorific acordat de Biserica Ortodoxă mitropoliților și arhiepiscopilor.
- Înălțarea Domnului - sărbătoare care celebrează ridicarea lui Isus la Dumnezeu Tatăl, la 40 de zile de la Înviere.
- încercarea lui Avraam - episodul biblic⁠(d) în care Dumnezeu îi cere lui Avraam să-l sacrifice (prin ardere de tot⁠(d)) pe Isaac, descris în Facerea 22:2 și prin care Avraam este prezentat ca un model de credință și devotament față de divinitate.
- înstrăinare - acțiunea călugărului care părăsește deliberat viața socială pentru a se consacra definitiv, în mănăstire sau în pustnicie, rugăciunii și slujirii lui Dumnezeu.
- Învierea lui Iisus Hristos (sau Învierea Domnului) - moment din viața lui Isus⁠(d), în care Iisus Hristos a revenit la viață în a treia zi după răstignire; este sărbătorit în fiecare an, în Duminica de Paște, ca eveniment central al creștinismului și ca bază a credinței.

## K
- Krampus - creatură antropomorfă cu coarne din folclorul german, despre care se spune că, în perioada Crăciunului, în contrast cu Sfântul Nicolae, pedepsește copiii care s-au comportat urât.
- kinism - ideologie rasistă, respinsă de majoritatea creștinilor, promovată de mișcarea Supremație albă și care consideră că rasele ar trebui să rămână în limitele culturale, naționale și geografice ale locurilor lor de origine și că rasismul și segregarea sunt justificate prin Biblie.

## L
- laicizare:

- reorganizare a unei instituții cu caracter religios după principii laice;
- renunțare la unele credințe, practici, manifestări etc. cu caracter religios.
- laudă - imn religios de glorificare a lui Dumnezeu.
- legea divină - setul de reguli și principii considerate a fi revelate de divinitate și care guvernează comportamentul moral și spiritual al oamenilor și care, în cazul creștinismului, se bazează pe cele zece porunci și învățăturile lui Isus⁠(d); vezi și legea umană.
- legea talionului - lege penală din trecut (întâlnită în Vechiul Testament), prin care se aplica vinovatului o pedeapsă identică cu fapta de care se facea culpabil.
- legea umană - setul de reguli și norme create de oameni pentru a reglementa comportamentul social, politic și juridic într-o comunitate sau națiune și care, spre deosebire de legea divină, care este considerată de origine supranaturală și absolută, este un produs al rațiunii umane și al consensului social și politic, fiind supusă schimbării și evoluției în funcție de contextul istoric și cultural.
- Legea veche - vezi Vechiul Testament.
- Liber Pontificalis - compilație de biografii a papilor din secolele I - XV, importantă sursă pentru studiul istoriei Bisericii Catolice.
- libertate religioasă - unul dintre drepturile fundamentale ale omului care constă în libertatea unui individ sau a unei comunități de a practica orice religie sau convingere fără nici un dezavantaj.
- liberul arbitru - capacitatea omului de a gândi, de a acționa conform propriei dorințe, fără a fi influențat de o presupusă voință a divinității, care astfel nu este responsabilă de faptele individului.
- limb - loc în cer unde catolicismul presupune că ar sta sufletele drepților și ale copiilor morți nebotezați, înainte de A Doua Venire a lui Isus.
- loc de veci - teren într-un cimitir aflat în proprietatea cuiva și destinat pentru morminte sau cavouri.
- lumea cealaltă - vezi viața de apoi.
- Lumina taborică - în palamism, manifestare a Schimbării la față pe muntele Tabor.

## M
- mana⁠(d) - aliment divin, menționat Vechiul Testament, care a fost dată de Dumnezeu evreilor în timpul peregrinării lor prin deșert după ieșirea din Egipt.
- mandorlă - (în iconologie) aureolă care cuprinde corpul lui Isus Cristos sau al Fecioarei Maria.
- Mardi Gras - perioadă de carnavaluri și petreceri la catolici și protestanți, sărbătorită între Bobotează și Miercurea Cenușii, prima zi a Postului Mare; vezi și lăsatul secului.
- Marea schismă - separarea definitivă dintre Biserica ortodoxă și Biserica Catolică, provocată de bula de excomunicare de la 16 iulie 1054 depusă de papa Leon al IX-lea; vezi și Schisma apuseană.
- martir - persoană (în special în perioada Imperiului Roman și a Evului Mediu Timpuriu) care a avut de îndurat suferințe, chinuri îngrozitoare sau moartea pentru ideile, convingerile sale religioase; altă denumire: mucenic.
- martyrium - clădire sau un loc sacru construit pentru a comemora un martir sau un eveniment legat de martiriul creștinilor⁠(d).
- mănăstire:

- așezământ religios în care trăiesc, potrivit unor reguli de viață austere și izolați de lume, călugări sau călugărițe; ansamblu de clădiri care alcătuiesc un astfel de așezământ;
- instituție religioasă în care credincioșii, călugări sau călugărițe, organizați în comunități, trăiesc izolați de lume.
- metanoia - schimbare a modului de gândire, care produce în plan teologic o convertire religioasă.
- milenarism - credință într-o împărăție de o mie de ani a lui Iisus Hristos pe pământ, asociată cu idei proprii creștinismului primitiv, unor erezii medievale și, astăzi, unor secte (adventiștii, martorii lui Iehova etc); sinonim: chiliasm.
- milostivire - manifestare a compasiunii, îngăduinței și iubirii față de ceilalți, mai ales față de cei aflați în suferință, nevoi sau greutăți, virtute menționată în Evanghelia după Matei: "Binecuvântați cei milostivi, că ei vor căpăta milă".
- ministru - persoană care îndeplinește o anumită funcție ecleziastică, slujitor al bisericii.
- mironosițe - femeile care au urmat pe Isus din Nazaret și au fost martore la răstignirea, îngroparea și învierea sa; acestea au adus parfumuri pentru a unge trupul lui Isus după moartea sa.
- misă - formă de muzică religioasă tradițională în cadrul Bisericii Catolice, dar care este folosită și în alte confesiuni creștine; constă în compoziții muzicale vocale, care sunt interpretate în timpul slujbelor religioase.
- mistagogie - termen care se referă la procesul de introducere a credincioșilor în înțelegerea profundă a credinței și a ritualurilor religioase, realizată prin predici, lecturi și discuții cu preotul sau cu membrii comunității religioase.
- monograma lui Isus Cristos - simbol utilizat mai ales în creștinismul timpuriu, ca manifestare a aparteneței la această religie și la care uneori se adăuga Alfa și Omega.
- Moș Crăciun - personaj legendar, imaginat ca un bătrân îmbrăcat în roșu, cu barbă albă, foarte bun, care aduce daruri copiilor.
- Moșii de vară - tradiție a Bisericii Ortodoxe Române, în care în sâmbăta dinaintea Rusaliilor se face pomenirea celor decedați.
- mucenic - vezi martir.

## N
- naos - parte din mijloc, principală, a unei biserici, cuprinsă între altar și pronaos.
- naștere din nou - în special la mișcările evanghelice, renaștere spirituală, prin acceptarea lui Isus ca Mesia și a Duhului Sfânt.
- nebun întru Hristos - ascet ortodox cu un comportament radical, extremist și care se erijează într-un critic al puterii guvernamentale sau bisericești.
- Neoortodoxie - mișcare teologică, cristocentrică, care respinge naturalismul și liberalismul creștin deopotrivă. Afirmând că Isus Cristos este singura revelație a lui Dumnezeu către omenire, și singurul mijloc de cunoaștere a lui Dumnezeu. Cristos fiind simultan „reprobatul”, pe cruce, unde Dumnezeu  „spune nu” păcatului, și alesul (predestinat) a lui Dumnezeu, în care omenirea este în grația divinității.
- Noul Testament - a doua parte a Bibliei cuprinzând Evangheliile și alte scrieri religioase (de după nașterea lui Hristos), recunoscute numai de creștini.
- Nunțiatura Apostolică în România - reprezentanța diplomatică a Sfântului Scaun în România.

## O
- obiector de conștiință - persoană care refuză să participe la anumite activități sau să urmeze anumite directive ale autorităților pe baza convingerilor sale religioase, considerând că legea divină este superioară legii umane.
- Ochiul Providenței - simbol, reprezentat ca un ochi într-un triunghi, care sugerează supravegherea atentă a lui Dumnezeu asupra lumii.
- octoih - carte de cântări ortodoxe, organizând prin prisma celor opt moduri bizantine slujbele care au loc într-o săptămână; fiecare dintre cântările cuprinse în această carte.
- omnibenevolență - bunăvoință nelimitată, unul din caracterele atribuite divinității.
- ordin:

- comunitate monahală înființată în vederea propagandei religioase;
- comunitate medievală de cavaleri-călugări care participau la acțiuni războinice.
- ordinare – instaurarea în funcție a unui cleric (preot, pastor, etc.)(hirotonire)
- oratoriu - capelă mică sau încăpere într-o locuință particulară, servind drept loc de rugăciune fără acces public; vezi și paraclis.
- orele canonice - cele șapte servicii religioase efectuate pe durata unei zile, în cadrul Liturghiei orelor; altă denumire: cele șapte laude.
- osana - cuvânt liturgic utilizat în practica religioasă iudaică și creștină.

## P
- palamism - concepție formulată de Grigore Palamas pe baza experienței teologilor isihaști, împotriva celor scolastici latini.
- paleoecclesie - termen referitor primele comunități creștine din Antichitate, care se adunau în case particulare sau în locuri desemnate pentru cult și nu aveau o structură bisericească formală sau o ierarhie clară între membri.
- parabolă - povestire scurtă, din Biblie, menită să pună în lumină o învățătură morală.
- parastas - (în ritualul ortodox) slujbă religioasă în memoria persoanelor decedate, urmată de daruri (pomeni); vezi și recviem.
- paresimier - carte bisericească ce conține slujba din perioada Postului Mare.
- pasiune - suferință; Pasiunea Domnului (din lat. passio).
- Pax Christi - mișcare catolică mondială pentru pace, care militează pentru drepturile omului, securitatea umană, dezarmarea, demilitarizare și o ordine socială justă.
- păcat originar - desconsiderarea poruncii divine de către Adam, care a consumat din pomul vieții.
- Pământul făgăduinței - numele biblic al Palestinei.
- Păresimi - vezi Postul Mare.
- părinții deșertului - categorie de asceți care au trăit în pustiul Egiptului, în special în secolele III-VI, devenind călugări și călugărițe, care s-au dedicat rugăciunii, meditației și practicilor spirituale intense; altă denumire: călugării deșertului.
- penitență:

- pedeapsă pe care și-o impune cineva sau pe care i-o dă cuiva preotul la spovedanie, pentru ispășirea păcatelor și care constă mai ales în post și rugăciuni; vezi și canon;
-  privațiuni și chinuri trupești pe care unii călugări și le impun, ducând o viață ascetică.
- pericopă - pasaj din Biblie care cuprinde o povestire sau o parabolă (cu caracter moralizator) și care se citește în cadrul unei slujbe religioase.
- Petru, Sfântul Apostol ~ - unul din cei 12 apostoli, sărbătorit pe 29 iunie; vezi și Bazilica Sfântul Petru din Roma.
- pisică neagră - semn de ghinion, mai ales dacă traversează drumul cuiva, superstiție care își are originile în Evul Mediu, când pisicile negre erau adesea asociate cu vrăjitoarele și practicile oculte și se credea că vrăjitoarele își puteau transforma sufletele în pisici negre.
- pleroma - concept întâlnit în Noul Testament și care se referă la totalitatea puterilor divine.
- pneumatologie - domeniu al teologiei care studiază Sfântul Duh.
- Pogorârea Sfântului Duh - vezi Rusalii.
- pomană - act de caritate care constă în oferirea de produse alimentare sau obiecte aparținând celor decedați, în scopul atragerii bunăvoinței divinității privind mântuirea acestora.
- pom de Crăciun - brad împodobit cu lumini, beteală, jucării etc., în ajunul Crăciunului; sinonim: brad de Crăciun.
- pomenire:

- ceremonie religioasă în cadrul căreia se comemorează amintirea unei persoane decedate sau a unui eveniment din trecut;
- slujbă sau rugăciune pentru morți.
- pontificat - demnitatea de de papă; timpul cât un papă deține această demnitate.
- post:

- formă de abstinență care constă în interdicția de a consuma unele alimente, de obicei de origine animală, impusă credincioșilor de către biserică sau pe care credincioșii și-o impun singuri în anumite perioade sau zile ale anului;
- perioadă de timp care precedă o sărbătoare și în care biserica prescrie să se postească.
- Postul Mare - perioadă de timp cât durează Postul Paștilor, egală cu patruzeci de zile; denumire veche: Păresimi.

- potcap - acoperământ al capului, înalt, de formă cilindrică, fără boruri, purtat de preoții și călugării ortodocși; vezi și: camilafcă, cauc.
- potir - cupă de metal, de sticlă etc. de formă emisferică, cu picior (ornamentată cu picturi și cu cizeluri), utilizată adesea în scopuri liturgice; sinonim: caliciu.
- praznic - (în ortodoxie) masă (mare) dată după o înmormântare, după un parastas ori pentru pomenirea unui mort sau la hramul unei biserici.
- predicator - persoană (care poate fi și lider spiritual) care transmite și propovăduiește învățăturile creștine, adesea într-o manieră publică sau în cadrul unei biserici.
- prepozit - titlu din dreptul canonic, care desemnează persoana aflată la conducerea unei organizații bisericești.
- problema răului - argument prin care criticii religiei demonstrează că este imposibil ca o divinitate să fie simultan omnipotentă și omnibenevolentă; vezi și argumente pentru existența lui Dumnezeu; vezi și teodicee.
- problema sinoptică - întrebarea care din evanghelii a fost scrisă mai întâi, respectiv care din autori a copiat de la care.
- profanare - încălcarea sau lipsa de respect față de obiecte, locuri sau practici considerate sfinte sau sacre în cadrul unei credințe sau cult.

- profanare a obiectelor sacre - utilizarea necuviincioasă sau lipsa de respect față de obiecte considerate sfinte, cum ar fi crucifixele, icoanele sau obiectele liturgice.
- profanare a unui concept spiritual - încălcarea sau distorsionarea învățăturilor și principiilor spirituale ale unei religii.
- profanare a unui lăcaș de cult - manifestare, acțiune care aduce dispreț față de un loc de închinare, cum ar fi o biserică sau o capelă.

- profet mincinos - profet fals este cel care pretinde pe nedrept că are darul profeției sau cel care folosește acest dar pentru scopuri malefice.
- profeție - mesaj despre care se pretinde că a fost transmis de divinitate către un profet și care conține predicții și revelație a voinței divine.
- promisiune - angajamentul de a adora o anumită entitate (un sfânt, Dumnezeu etc.) în semn de recunoștință pentru o cerere care a fost îndeplinită.
- pronaos - spațiul situat la intrarea în biserică, înainte de naos; este o încăpere de tranziție între exterior și interior, care servește ca vestibul sau anticameră.
- protestantism - mișcare religioasă din sec. XVI, inițiată de Martin Luther, Ulrich Zwingli, Ioan Calvin și alți reformatori, care neagă intercesiunea sfinților și mijlocirea preoților, relicvele/moaștele, și afirmă mântuirea prin har, ca dar divin.
- providență - termen care se referă la conceptul creștin că Dumnezeu își exercită puterea și voința pentru a supraveghea și a ghida lumea și viețile oamenilor, având un plan și un scop pentru viața acestora.
- pruncul Iisus - imaginea lui Iisus Hristos în prima etapă a vieții acestuia și care conține ca simboluri: nașterea sa miraculoasă și începutul misiunii de mântuire a omenirii.
- Psalmii (sau Psaltirea) - carte bisericească de ritual care cuprinde cei 150 de psalmi atribuiți regelui David și care face parte din Vechiul Testament.
- pustnic - vezi ascet.

## Q
- Quinque viae - vezi Cele Cinci Căi.

## R
- răspopire - a scoate pe cineva din rândul preoților, ca urmare a unei abateri sau din alte motive; sinonim: caterisire.
- recviem - (în cultul romano-catolic) slujbă religioasă pentru pomenirea unei persoane decedate (vezi și parastas); muzică corală compusă pentru această slujbă.
- refectoriu - sală de mese colectivă într-o mănăstire catolică; vezi și trapeză.
- Regele iudeilor - unul din titlurile atribuite lui Isus Christos, care poate fi găsit și în acronimul I.N.R.I..
- Regula Sfântului Benedict - set de instrucțiuni scrise de Benedict de Nursia referitoare la viața monahală și care se regăsesc în deviza: ora lege et labora („roagă-te, citește și muncește)”.
- religie de stat - corpul religios sau credința susținută în mod oficial de stat.
- religiozitate:

- sentiment religios profund, manifestat prin îndeplinirea scrupuloasă a practicilor și ritualurilor;
-  termen sociologic utilizat cu referire la numeroasele aspecte ale activității religioase ale unei populații și la intensitatea acesteia.
- reverendă - vezi anteriu.
- Rorate cæli - piesă muzicală cântată în perioada Adventului în cadrul cultului catolic.
- rugăciune - modalitate de intrare în contact cu divinitatea pentru a mulțumi sau pentru a cere ceva, caracterizată printr-o anumită postură corporală.

- Rugăciunea din Ghetsimani⁠(d) - rugăciune care a fost rostită de Iisus Hristos în Grădina Ghetsimani, înainte de a fi arestat⁠(d), judecat și crucificat.

- Rusalii - una dintre cele 12 sărbători domnești, în amintirea zilei când Duhul Sfânt s-a înfățișat apostolilor; alte denumiri: Cincizecime, Pogorârea/ Coborârea Sfântului Duh.

## S
- Sancta Sapientia - vezi Sfânta Înțelepciune.
- sanctificare - trecerea unei persoane în rândul sfinților.
- sarea pământului - parabolă care simbolizează influența pozitivă pe care creștinii ar trebuie să o exercite asupra lumii, mai ales în lupta împotriva corupției morale.
- Săptămâna Luminată - perioada de șapte zile care urmează imediat după Duminica Paștelui; este considerată o extensie a bucuriei Învierii lui Hristos, care simbolizează biruința asupra morții și promisiunea vieții veșnice pentru credincioși.
- Săptămâna Mare (sau Săptămâna Sfântă sau Săptămâna Patimilor) - săptămâna care precede Paștele; începe cu Duminica Floriilor și se încheie în noaptea de Sâmbăta Mare.
- schimnic - vezi ascet.
- Schisma anglicană - consecință a Reformei, care a avut loc în Anglia sub conducerea regelui Henric al VIII-lea; acesta a rupt legătura cu Biserica Catolică în 1534 (Treasons Act 1534) și a proclamat Biserica Anglicană.
- Schisma apuseană - perioada luptelor dintre papii de la Roma și cei de la Avignon (1378 - 1417); vezi și Marea schismă.
- scriptura veche - vezi Vechiul Testament.
- secularizare - intrare în patrimoniul statului a unor bunuri sau averi bisericești, mănăstirești etc., în schimbul unei despăgubiri; exemplu: Secularizarea averilor mănăstirești de pe timpul lui Alexandru Ioan Cuza.
- separația între biserică și stat - doctrină politică și legală care pretinde că instituțiile guvernamentale și cele religioase trebuie să fie separate și independente una de cealaltă.
- Sfânta Înțelepciune - (în greacă: Hagia Sophia, în latină Sancta Sapientia) personificare a înțelepciunii divine în teologie.
- Sfânta Maria Mare - vezi Adormirea Maicii Domnului.
- Sfânta Treime - dogmă conform căreia Dumnezeu este reprezentat prin uniunea a trei ipostaze: tatăl, fiul și sfântul Duh.
- sfinți militari - sfinții ocrotitori, martiri și alți sfinți asociați cu armata.
- Sfârșitul lumii - termen care se referă la o serie de evenimente eshatologice care ar marca încheierea istoriei actuale a umanității și a ordinii actuale a lumii, culminând cu instaurarea definitivă a domniei lui Dumnezeu și reconcilierea tuturor lucrurilor; reflectă speranța și credința creștină într-un viitor etern alături de divinitate.
- sihastru - vezi ascet.
- simonie - trafic cu lucruri considerate de Biserică drept bunuri spirituale, sfinte și pedepsit cu excomunicarea.
- Sinagoga lui Satana - termen (adesea cu conotații antisemite) care se referă la cei pretind că fac parte din poporul lui Dumnezeu (prin referirea la ei ca iudei), dar sunt în realitate împotriva lui Isus Cristos și a credinței creștine.
- sinod ecumenic - vezi conciliu ecumenic.
- slujbă - îndeplinire solemnă de către preot a ritualurilor prevăzute în canoanele bisericești pentru anumite ocazii și sărbători; oficiere; serviciu religios, serviciu divin.

- slujba de la miezul nopții - prima liturghie catolică din Ajunul Crăciunului.

- slujitor al lui Dumnezeu - titlul acordat de Biserica Catolică în prima etapă a unui proces de beatificare.
- smerenie - virtute creștină reflectată într-un mod de a fi umil, modest și înclinat spre recunoașterea propriei stări de slăbiciune și dependență de Dumnezeu; vezi și devotament.
- spălarea picioarelor - ritual respectat de diferite confesiuni, ca exprimare a umilinței și devotamentului.
- stâlp funerar - monument funerar din lemn, prezent în special la secuii din Transilvania.
- stigmate - semne ale suferinței fizice, corespunzătoare rănilor lui Hristos răstignit, apărute în urma extazului la unii sfinți și credincioși.
- stihiră - cântare în versuri care se intonează la utrenie și la vecernie.
- succesiune apostolică - modul în care Biserica păstrează structura unică și permanentă a apostolatului "celor doisprezece", în continuitatea ei istorică.
- superstiție - credință sau o practică ce atribuie unui obiect, unei acțiuni sau unui eveniment o putere supranaturală sau o influență asupra vieții, lucru de multe ori în contradicție cu dogmele creștine.
- sursa Q - text ipotetic pe care l-au avut la îndemână deopotrivă autorul evangheliei după Matei și cel al evangheliei după Luca.
- sutană - vezi anteriu.

## Ș
- Știință Creștină - credință care aparține familiei metafizice a mișcărilor religioase noi, întemeiată în anul 1879, cei mai mulți adepții fiind din SUA.
- Școala din Alexandria - sau Școala Catehetică din Alexandria  a fost, alături de școala din Antiohia, o faimoasă și primă instituție creștină de studiu și formare a presbiterilor. Personalități în legătură, includ pe Origen și Clement al Alexandriei. Spre deosebire de Școala Aniohiană, a avut o abordare mai alegorică a Scripturii.
- Școala din Antiohia -  sau Școala Catehetică din Antiohia, a fost o prestigioasă școală catehetică, în concurență cu cea din Alexandria, având o abordare mai ltierală asupra interpretării Scripturii. Cursanți faimoși ai școlii, includ pe Ioan Crisostom.

## T
- tablou votiv - imagine pictată, sculptată, gravată, brodată etc., reprezentând figurile ctitorilor (donatorilor) unei biserici, în scopul evidențierii actului de devoțiune al acestora.
- talisman - obiect cu puteri magice care apără persoana care o poartă împotriva bolilor, relelor fiind aducător de noroc, care, spre deosebire de amuletă, are rolul de apărare precis conturat.
- Te Deum - imn de laudă și mulțumire, folosit în cadrul diferitelor ceremonii liturgice și momente solemne în tradiția creștină, în special în Biserica Catolică și în anumite denominațiuni⁠(d) protestante.
- Templul Popoarelor - sectă înființată în 1955 de Jim Jones, ai cărei membri s-au sinucis, producând un puternic scandal.
- teodicee:

- doctrină filozofică-religioasă, inițiată de Leibniz în lucrarea Teodiceea, care își propune să demonstreze că existența răului în lume nu contrazice bunătatea divină;
- parte a metafizicii care tratează despre existența lui Dumnezeu și atribuțiile divinității.
- teofanie - revelație directă sau o manifestare fizică a divinității către oameni, în care Dumnezeu se arată într-o formă vizibilă sau tangibilă; exemple: Arderea rugului aprins, Botezul lui Isus sau când Dumnezeu i se arată lui Avraam sub forma a trei bărbați (Geneza18); vezi și epifanie.
- teologia prosperității - concept care susține că Biblia învață că binele financiar al creștinilor este un semn de sănătate spirituală și că sărăcia este un blestem sau o pedeapsă de la Dumnezeu; alte denumiri: doctrina prosperității, evanghelia prosperității.
- teopaschism⁠(d) - doctrină teologică controversată (respinsă de monofizism și nestorianism), adoptată la Al doilea conciliu de la Constantinopol, care afirmă că Dumnezeu, în mod specific a doua persoană a Sfintei Treimi (Fiul sau Cuvântul), a suferit în natură umană în timpul patimilor și crucificării lui Iisus Hristos; vezi și impasibilitate.
- timp liturgic - organizarea anului bisericesc în diferite perioade sau cicluri, fiecare dedicat celebrării unor evenimente din viața lui Iisus Hristos, a sfinților și a misterelor fundamentale ale credinței, în acest mod stabilindu-se sărbătorile, perioadele de post și zilele de comemorare.
- trapeză - sală de mese într-o mănăstire ortodoxă; vezi și refectoriu.
- triptic - obiect de cult (icoană, altar) alcătuit dintr-un panou pe care sunt reprezentate trei imagini autonome, sau ansamblu de trei panouri, cele laterale numindu-se aripi sau voleuri, ce sunt prinse uneori de panoul central prin balamale și se pot închide peste acesta, acoperindu-l.
- turn de fildeș - termen care inițial (Cântarea Cântărilor, 7:4) se referea la un loc metaforic, unde trăiau oameni fericiți, izolați de restul lumii.

## U
- ubicuitate - atribut al divinității de a fi prezent peste tot în același timp, consecință a omnipotenței acesteia.
- unitarianism - doctrină creștină reformată apărută în secolul al XVI-lea în unele țări europene și care susține unitatea lui Dumnezeu și respinge învățătura despre Sfânta Treime.
- urâciunea pustiirii - expresie întâlnită în Cartea lui Daniel, care se referă la actul profanator de aducere a jertfelor păgâne într-un loc sfânt (Templul din Ierusalim) de către Antioh al IV-lea Epifan.
- utrenie - (în latină matutinum) una dintre cele șapte laude, ce se oficiază în cursul dimineții.

## V
- valentinieni - sectă gnostică după a cărui doctrină, faptele bune stau la baza purificării sufletului.
- vecernie/vesperă - (în latină vesperæ) slujbă religioasă care se face spre seară, în ajunul sau în ziua unei sărbători bisericești.
- Vechiul Testament - prima parte a Bibliei recunoscută și de mozaici și de creștini, cuprinzând textele referitoare la credințele religioase și la viața poporului evreu (până la nașterea lui Hristos); alte denumiri: legea veche, scriptura veche.
- venerabil - titlu acordat de Biserica Catolică unui candidat la beatificare și canonizare, înainte de a deveni fericit și apoi sfânt.
- Via Dolorosa - rută istorică și religioasă în Ierusalim, care reprezintă traseul pe care Isus Hristos s-a deplasat către Golgota, unde a fost crucificat, fiind important loc de pelerinaj; altă denumire: Drumul Crucii; vezi și Calea Crucii.
- viața de apoi -  concepția privind existența continuă a sufletului uman după moarte și care trăiește într-o stare de fericire sau de condamnare, în funcție de acceptarea sau respingerea credinței; altă denumire: lumea cealaltă.
- votiv - care exprimă un jurământ (față de divinitate) (de exemplu o inscripție); închinat divinității; vezi și: tablou votiv.

## Z
- zombi - creatură fictivă din cultura populară, care apare ca un mort reînviat sau un om fără gândire.